# Nemopalpus phoenimimos
Nemopalpus phoenimimos är en tvåvingeart som först beskrevs av Quate och Alexander 2000.  Nemopalpus phoenimimos ingår i släktet Nemopalpus och familjen fjärilsmyggor.
Artens utbredningsområde är Colombia. Inga underarter finns listade i Catalogue of Life.